# Fritz Wagner (Politiker, 1862)
Fritz Wagner (* 8. Februar 1862 in Pfalzgrafenweiler; † 2. September 1936) war Beamter und Mitglied des Deutschen Reichstags.

## Leben
Wagner besuchte von 1868 bis 1876 die Volksschule in Pfalzgrafenweiler, vom Frühjahr bis Herbst 1876 die Mittelschule in Ulm und dann bis 1878 die Real- und Oberrealschule in Ulm. Bis 1883 praktizierte er bei verschiedenen Notaren und Verwaltungsbeamten und bestand 1885 die Notariats- und Verwaltungsdienstprüfung nach vorherigem Besuch des Notariatskurses. Von 1885 bis 1888 war er Notariats-Assistent und -Verweser und trat dann in den Dienst der Stadt Stuttgart. 1883/84 war er als Einjährig-Freiwilliger beim Infanterie-Regiment Nr. 124, wo er die Qualifikation zum Feldlazarett-Inspektor erlangte. Zwischen 1894 und 1897 war er im Nebenamt Sekretär der württembergischen Landesgewerbeausstellung von 1896.
Von 1903 bis 1907 war er Mitglied des Deutschen Reichstags für den Wahlkreis Württemberg 8 (Freudenstadt, Horb, Oberndorf, Sulz) und die Deutsche Volkspartei.